# Raïm
|  | Per a altres significats, vegeu «Raïm (inflorescència)». |

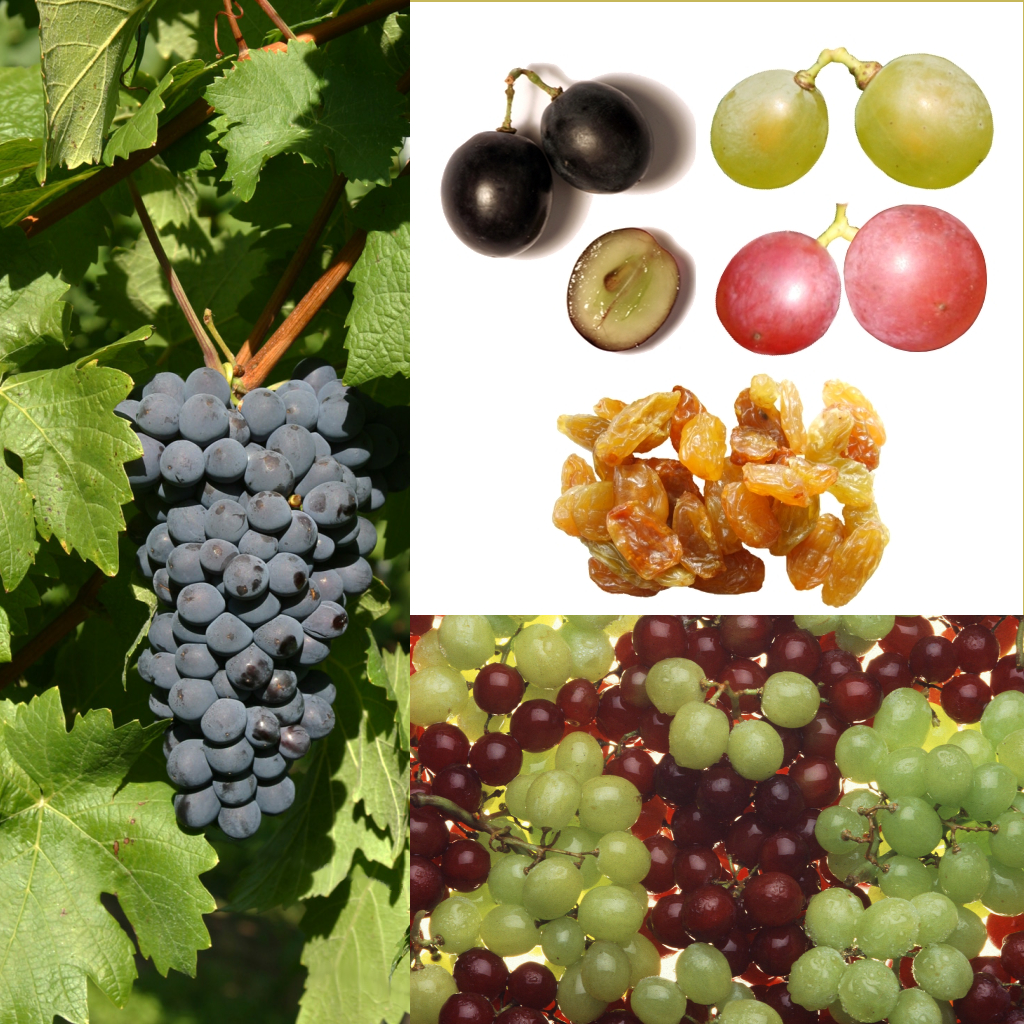
Diferents tipus de raïm

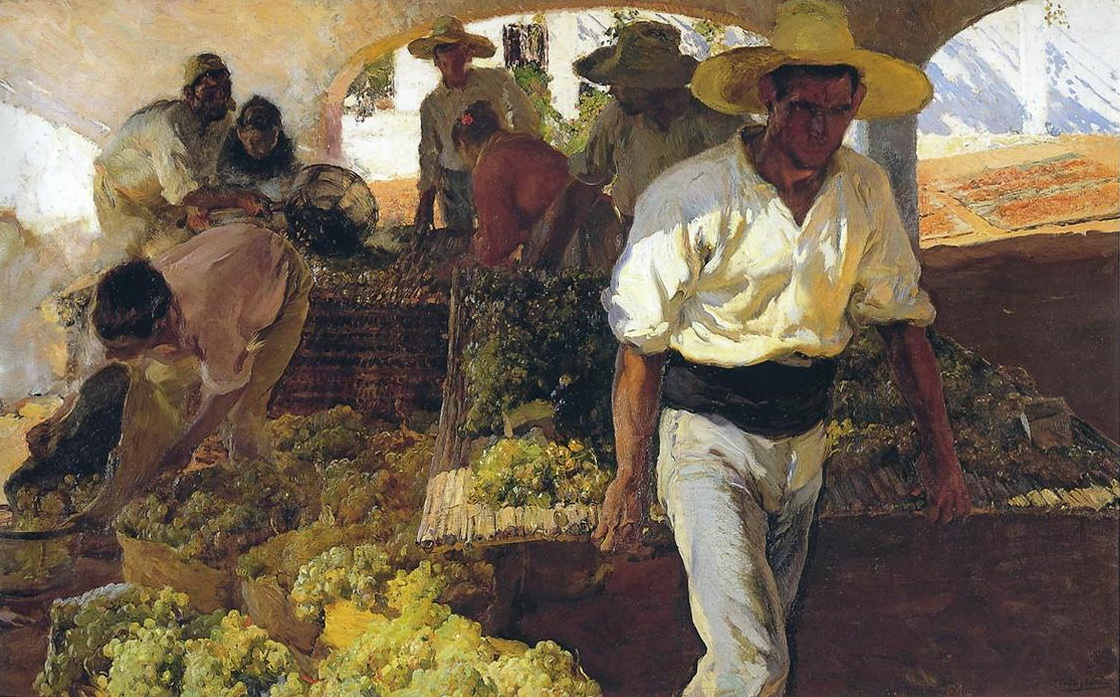
Transportant el raïm (o Riurau amb panses), Xàbia, Païs Valencià, pintura de Joaquim Sorolla del 1900. Museu de Belles Arts d'Oviedo.

El raïm és el fruit comestible de la vinya (Vitis vinifera), és una infructescència formada per una agrupació de baies, els grans de raïm. Des d'un punt de vista botànic el fruit que fan totes les espècies del gènere Vitis també pot ser anomenat raïm, tanmateix, només la Vitis vinifera es conrea pels seus fruits, les altres espècies del gènere com a molt es fan servir com a suport per empeltar la vinifera.
El raïm pot ser consumit cru o acompanyat de codonyat o formatges com ara el mató, el blanquet, el formatge semicurat o curat de cabra, o el formatge blau. També és usat per a la fabricació de melmelada, suc, vi, vinagre, panses o oli de llavors de raïm. El raïm també és utilitzat en alguns tipus de llaminadures.

## Història

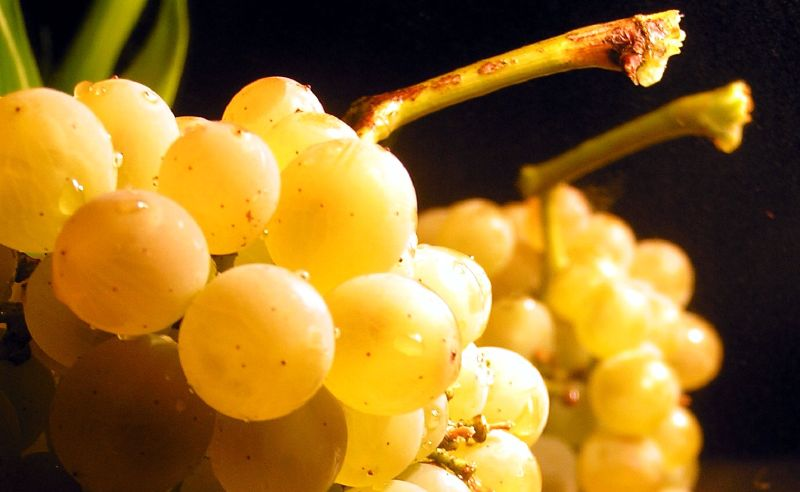
Raïm blanc

L'aprofitament humà de la vinya és antiquíssim, tradicionalment s'ha considerat que va ser introduïda a la Mediterrània procedent de l'Orient Pròxim, però les vinyes fòssils trobades en sediments del Terciari indicarien que la vinya ja era present a la Mediterrània abans de les glaciacions del Quaternari i que va ser el clima fred el que la va fer recular vers l'Orient. Avui dia l'anàlisi molecular de l'ADN de les diferents varietats, el que es coneix com a anàlisi per microsatèl·lits, està permetent identificar les diferents varietats de l'especie Vitis vinifera i establir el seu parentiu genètic construint bases de dades públiques com l'europea The European Vitis Database. Aquests estudis basats en marcadors moleculars han permès, per exemple, aclarir l'origen de la varietat Chasselas desmentint el seu suposat origen oriental.
A Catalunya el conreu de la vinya ha estat històricament molt important com ho certifica el ric lèxic present al català referent a la planta, el seu conreu i la transformació dels seus fruits en vi. El conreu de la vinya ha generat la fisonomia de gran part del paisatge rural actual de Catalunya. Com a conseqüència de la fil·loxera que afectava progressivament les vinyes franceses, el conreu a Catalunya va experimentar una gran expansió durant els segles XVII i XVIII
però la mateixa plaga que va assolar la vinya francesa va causar també la ruïna dels pagesos catalans a partir del 1879 quan la fil·loxera arriba a Catalunya.

## La planta

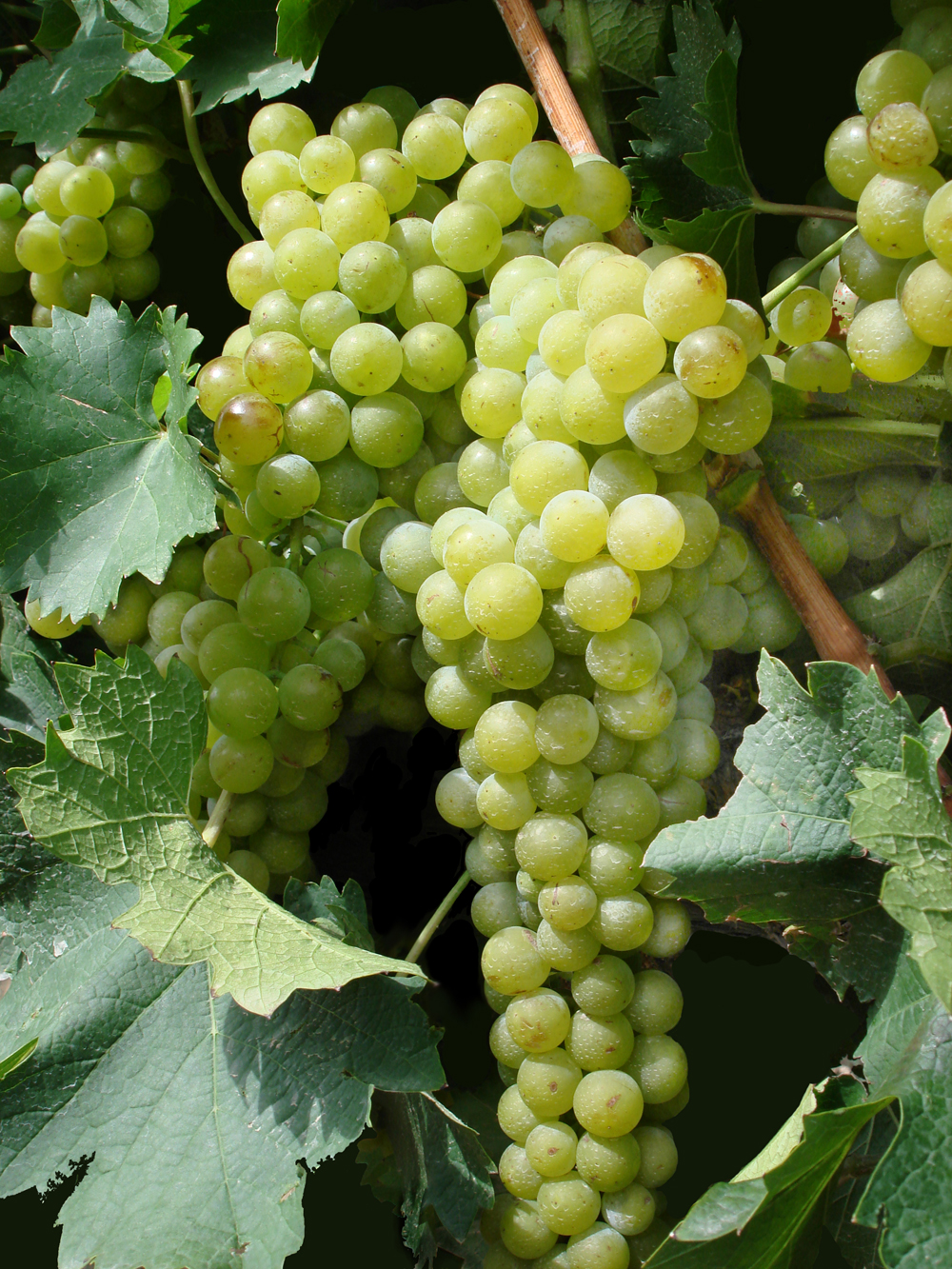
Raïm blanc

La vinya és una liana enfiladissa que s'agafa a qualsevol suport mitjançant circells ramificats que apareixen oposats a les fulles. Les tiges (tòries o sarments), que habitualment es tallen en les varietats cultivades en forma baixa i que s'aprofita en la forma alta de conreu o parra. Les fulles (els pàmpols) són de forma palmada i tenen cinc lòbuls principals més o menys marcats i retallats. Floreix entre maig i juny, les flors, hermafrodites, són molt petites, verdoses i agrupades en cimes, constituint un tirs (un raïm de cimes), els òrgans masculins i femenins no apareixen al mateix temps. La pol·linització es fa per mitjà dels insectes (entomofília) i del vent (anemofília). El fruit és una baia comestible, el que anomenem gra de raïm (gra individual) o raïm (en general), que es presenta en agrupacions (anomenats raïms, gotims, escatims, singlons, carrolls, carrassos, bagots, gatimells, i altres variants) entorn d'un eix ramificat que rep el nom de rapa o barrusca (raïm desproveït de grans), el color d'aquestes baies globoses pot ser força variable, des del verd groguenc a colors foscs segons les varietats.

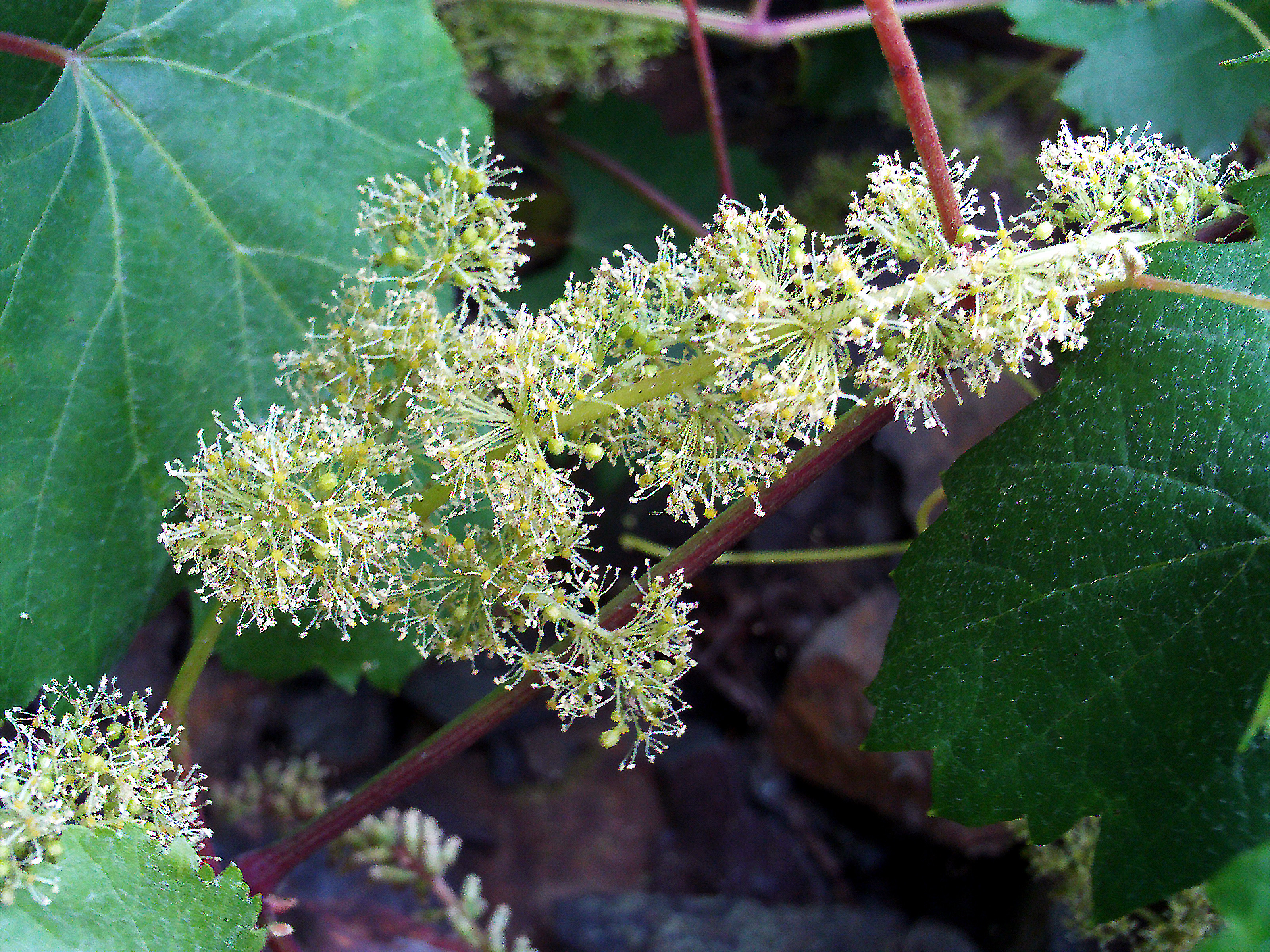
Una inflorescència en plena floració
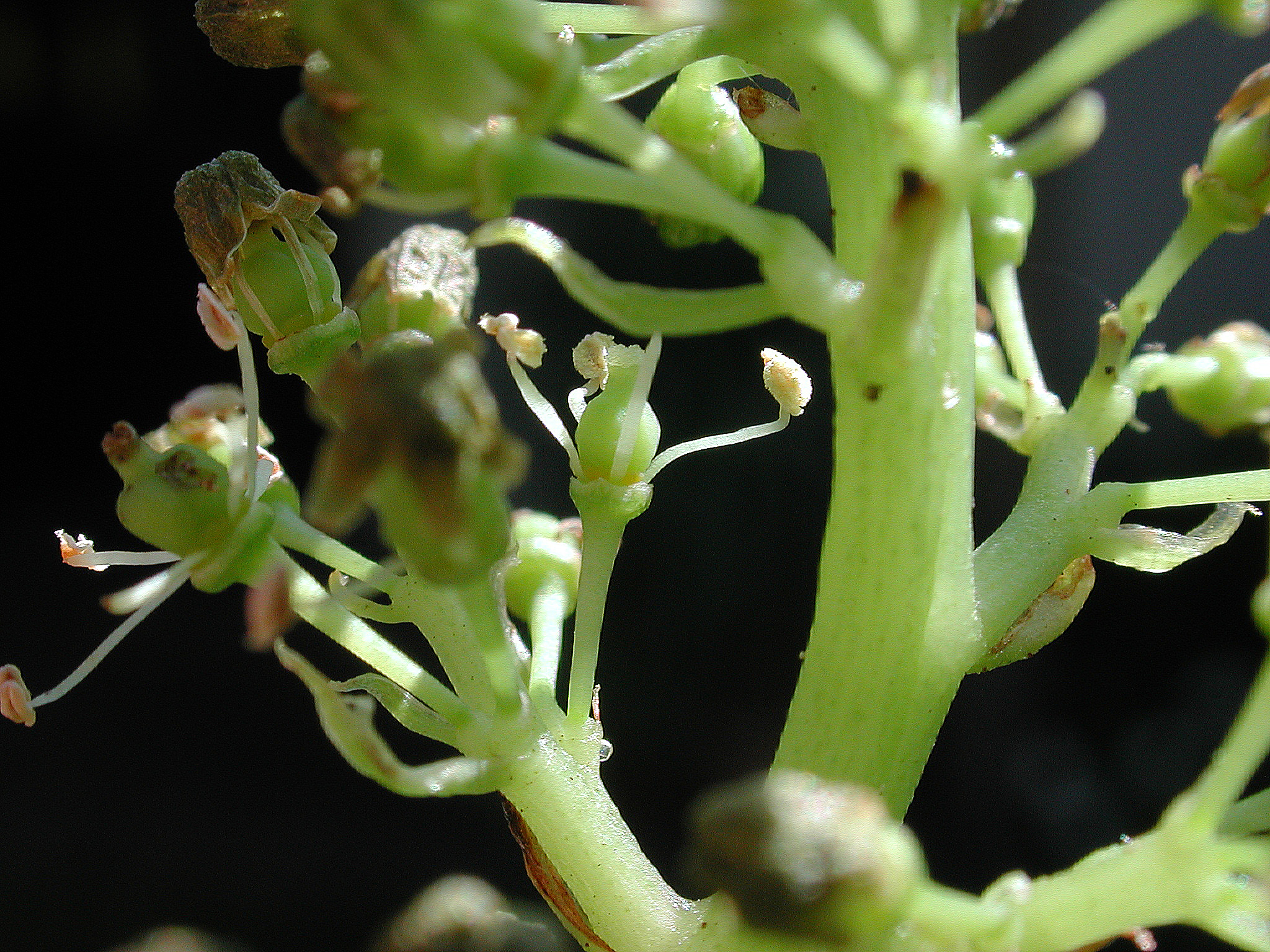
Detall de les flors
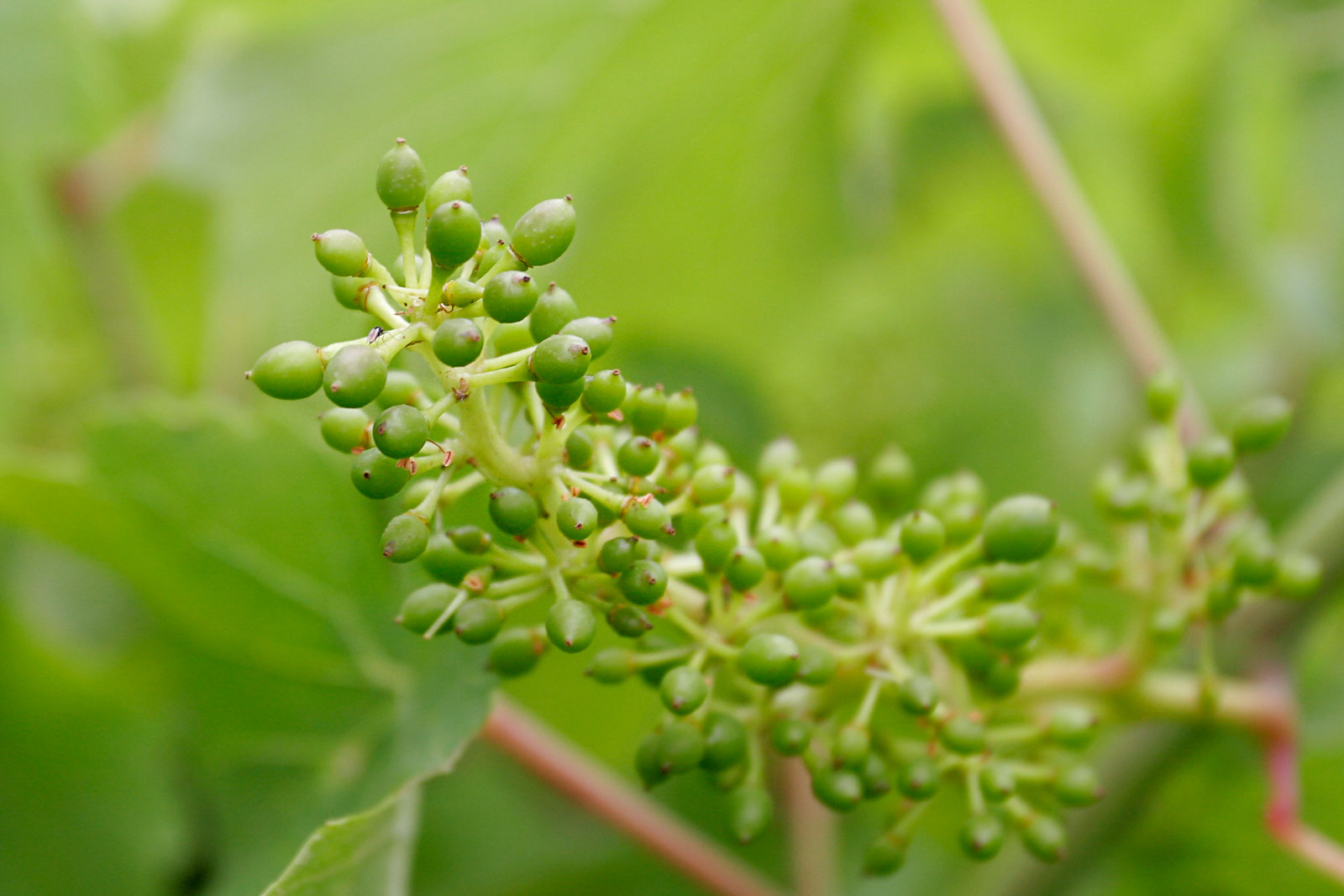
Fruits joves
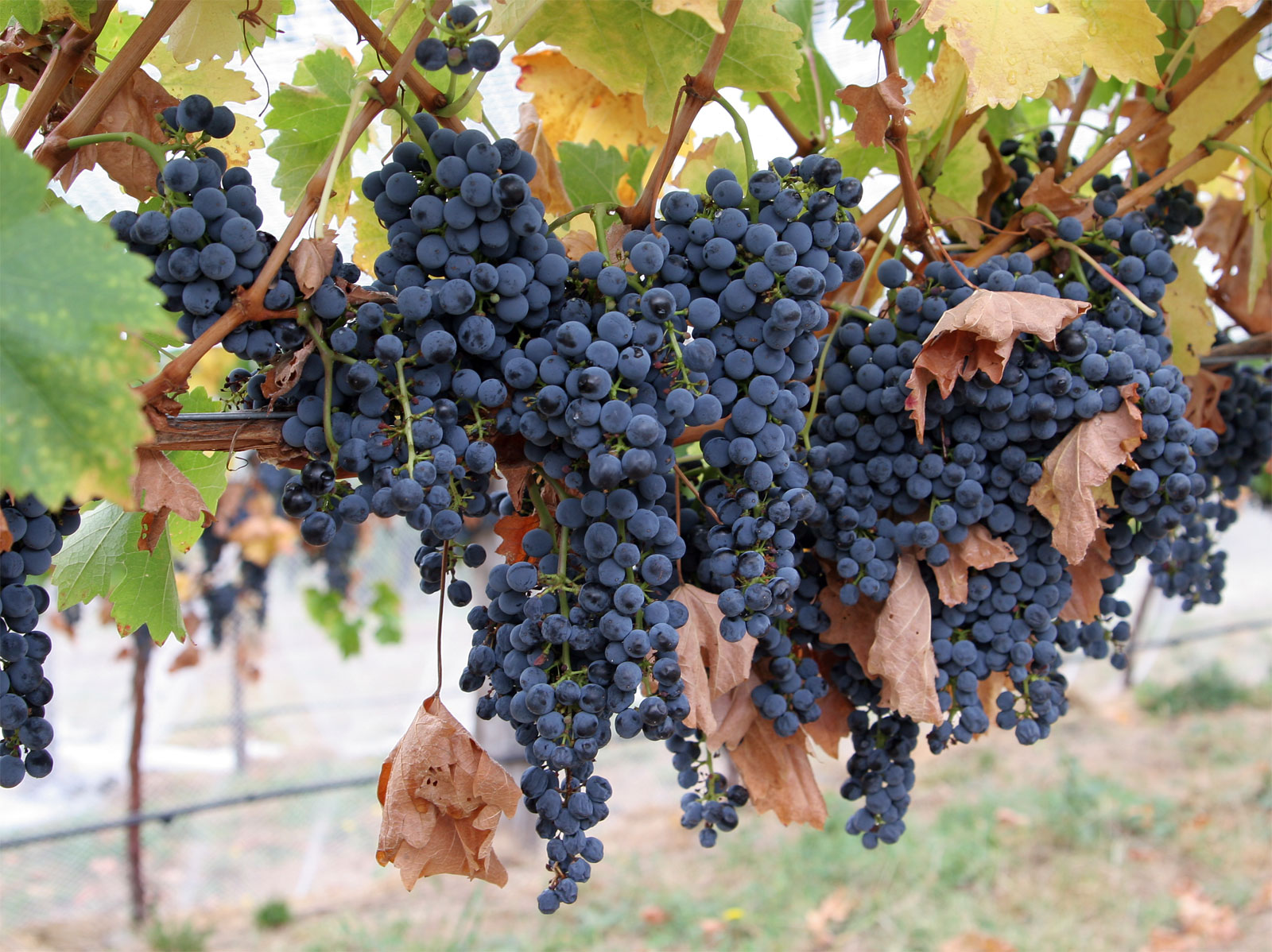
Raïm madur

## El fruit

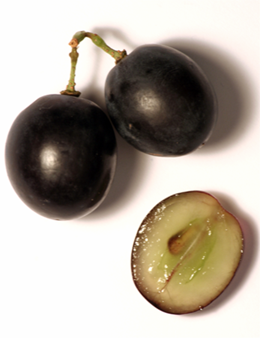
Tall transversal d'un gra de raïm.

Els grans de raïm creixen sobre la rapa en grups 6 a 300, que poden ser de color vermell, negre, blau fosc, groc, verd o rosat. El conjunt de la rapa i els grans rep el nom de carràs, carroll, penjoll, bogot o gotim. El raïm blanc és en realitat de color verdós, i és una evolució derivada del raïm negre. La mutació de dos dels gens reguladors del color ha fet que a les varietats blanques s'hagi desactivat la producció d'antocianina, que és el pigment natural responsable del color morat del raïm. Les antocianines i altres pigments de la família dels polifenols són els responsables de la variació de les tonalitats porpres en les varietats de raïm negre.

### Morfologia
El raïm presenta una divisió concèntrica de zones sense solució de continuïtat que comença per les llavors que ocupen una posició interior a prop del seu centre:
1. Endocarpi: A l'interior les llavors es troben envoltades d'una molt alta concentració de sucres (la major zona de concentració es troba envoltant les llavors), en aquesta zona hi ha sucres i àcid màlic (a vegades aquest àcid es converteix en un sucre mitjançant gluconeogènesi). Aquesta zona sol tenir unes lleugeres tonalitats verdes.
2. Mesocarpi: En la següent zona, concèntrica a l'anterior, la concentració de sucres disminueix progressivament i augmenta la presència d'àcid tàrtric. El segon component químic en el raïm, després dels sucres, és la presència d'aquests dos àcids: a. màlic i a. tàrtric. Ambdós àcids tenen un paper important en l'elaboració dels vins i els vinicultors són els que decideixen modificar la presència de qualsevol d'ells en el producte final.
3. Epicarpi: S'hi troben les sals minerals, principalment potassi. Els polifenols com poden ser els tanins (ubicats principalment en la pell exterior), antocianines (responsables del color en els vins), les aromes, etc. Els gustos característics del raïm s'emmagatzemen en aquesta tercera zona, a l'interior de la pell.

### Composició química i valor nutricional
| Valor nutritiu de 100 grams de raïm |          |
| Energia                             | 288 kJ   |
| Proteïnes                           | 0,72 g   |
| Greixos                             | 0,16 g   |
| Fibra                               | 0,9 g    |
| Glúcids                             | 18,1 g   |
| Sucres                              | 15,48 g  |
| Glucosa                             | 7,2 g    |
| Fructosa                            | 8,13 g   |
| Vitamina C                          | 10,8 mg  |
| Àcid pantotènic                     | 0,05 mg  |
| Vitamina B₆                         | 0,086 mg |
| Vitamina B₁₂                        | 0 μg     |
| Vitamina K                          | 22 μg    |
| Àcid fòlic                          | 2 μg     |
| Tiamina (Vit. B1)                   | 0,069 mg |
| Riboflavina (Vit. B₂)               | 0,07 mg  |
| Niacina (Vit. B₃)                   | 0,188 mg |
| Sodi                                | 3,02 mg  |
| Ferro                               | 0,36 mg  |
| Calci                               | 10 mg    |
| Magnesi                             | 7 mg     |
| Manganès                            | 0,071 mg |
| Fòsfor                              | 20 mg    |
| Potassi                             | 191 mg   |
| Zinc                                | 0,07 mg  |

La composició química del raïm varia de manera natural en funció tant de les condicions ambientals (sòl, clima) com de les tècniques de conreu (utilització de fertilitzants). Els principals components que determinen el gust del raïm són els sucres, els àcids i els polifenols.
El raïm és una fruita que sobretot aporta glúcids, glucosa i fructosa, però també és notable l'aportació de vitamines, en especial A, B C, i oligoelements com potassi, fòsfor o calci. La taula següent mostra la composició nutricional de 100 grams de raïm:

#### Sucres
L'origen de la majoria dels monosacàrids és la fotosíntesi oxigènica. Durant aquest procés, s'utilitza la llum solar per generar el sucre a partir del CO₂ (diòxid de carboni) i l'aigua (H₂O), la molècula d'aigua es trenca i s'utilitza l'hidrogen per construir les molècules de sucre i produint oxigen com a producte secundari que és alliberat.
2n CO₂ + 2n H₂O + fotons → 2(CH₂O)n + 2n O₂
diòxid de carboni + aigua + llum → glúcid + oxigen
L'acumulació de sucre en el raïm és una característica important de la maduresa dels grans de raïm. Al raïm hi trobem diferents tipus de sucres però els principals són la glucosa i la fructosa. Ambdós tipus poden ser metabolitzats pels llevats o rents per convertir-los en alcohol (la fermentació que crearà el vi), els altres sucres no fermenten. Per tant, el nivell de concentració de sucre en el raïm determinarà després el grau alcohòlic del vi. Per a obtenir vins dolços, és freqüent deixar que el raïm acumuli un grau de sucre superior al que els rents podran transformar en alcohol.
La proporció natural de sacarosa al most és molt baixa, si n'hi ha més és un indicador indiscutible de la xaptalització. Una pràctica polèmica utilitzada quan el raïm no conté prou sucre natural per a obtenir un vi amb prou grau.

#### Àcids orgànics
Els àcids orgànics tenen un paper important tant en el procés de vinificació con el producte acabat. Alguns àcids ja són presents en el raïm, la concentració d'àcid total als grans de raïm es va incrementant des de l'inici del seu creixement dels grans fins a un màxim. Un cop assolit aquest màxim comença la síntesi de la fructosa i es produeix una disminució en la concentració dels àcids. El pH o mesura de l'acidesa d'un vi, depèn de la varietat de raïm i de la regió de conreu, oscil·lant entre 2,9 i 4,0. El pH és una mesura de la intensitat de l'acidesa o la basicitat d'una solució aquosa. Com més baix sigui el pH d'un vi, més gran és la quantitat d'àcid que conté.
Els tres principals àcids del raïm madur són l'àcid tàrtric, l'àcid màlic i l'àcid cítric. Durant la fermentació alcohòlica i la posterior estada del vi en recipients com les bótes de fusta o els recipients d'acer inoxidable es generen d'altres àcids, entre els més destacables podem citar l'àcid acètic, l'àcid butíric l'àcid làctic i l'àcid succínic.

#### Vitamines
La vitamina C (o àcid ascòrbic) és present al raïm i el seu suc en una proporció al voltant de 20 a 50 mg / litre, de 5 a 10 vegades menor que en els cítrics. La vitamina C és un radical que té efectes antioxidants (que per tant actua com un agent reductor). L'àcid ascòrbic protegeix el most de l'oxidació prematura.
La vitamina B1 o tiamina també és present al raïm i al seu suc, en una proporció de 0,2 a 0,5 mg / l. La tiamina és un nutrient important per al llevat. En el raïm sa hi ha prou quantitat natural d'aquesta vitamina per al bon funcionament de la fermentació.

#### Minerals
El raïm conté molts minerals, com per exemple sals de sodi, de potassi o de magnesi. Aquestes sals poden reduir l'acidesa del most gràcies al seu efecte amortidor.

## Producció
Se'n produeixen uns 60 milions de tones a l'any, de les que un 80% són destinades a l'obtenció de vi, el 13% al consum com a raïm de taula i la resta a l'elaboració de sucs i d'altres productes.
| Grans productors de raïm – 2009 | Grans productors de raïm – 2009 | Grans productors de raïm – 2009 |
| Estat                           | Producció (t)                   |                                 |
| ------------------------------- | ------------------------------- | ------------------------------- |
| Itàlia                          | 8.519.418                       |                                 |
| Xina                            | 6.787.081                       |                                 |
| Estats Units                    | 6.384.090                       |                                 |
| França                          | 6.044.900                       |                                 |
| Espanya                         | 5.995.300                       |                                 |
| Turquia                         | 3.612.781                       |                                 |
| Iran                            | 3.000.000                       |                                 |
| Argentina                       | 2.900.000                       |                                 |
| Xile                            | 2.350.000                       |                                 |
| Índia                           | 1.667.700                       |                                 |
| Món                             | 67.221.000                      |                                 |

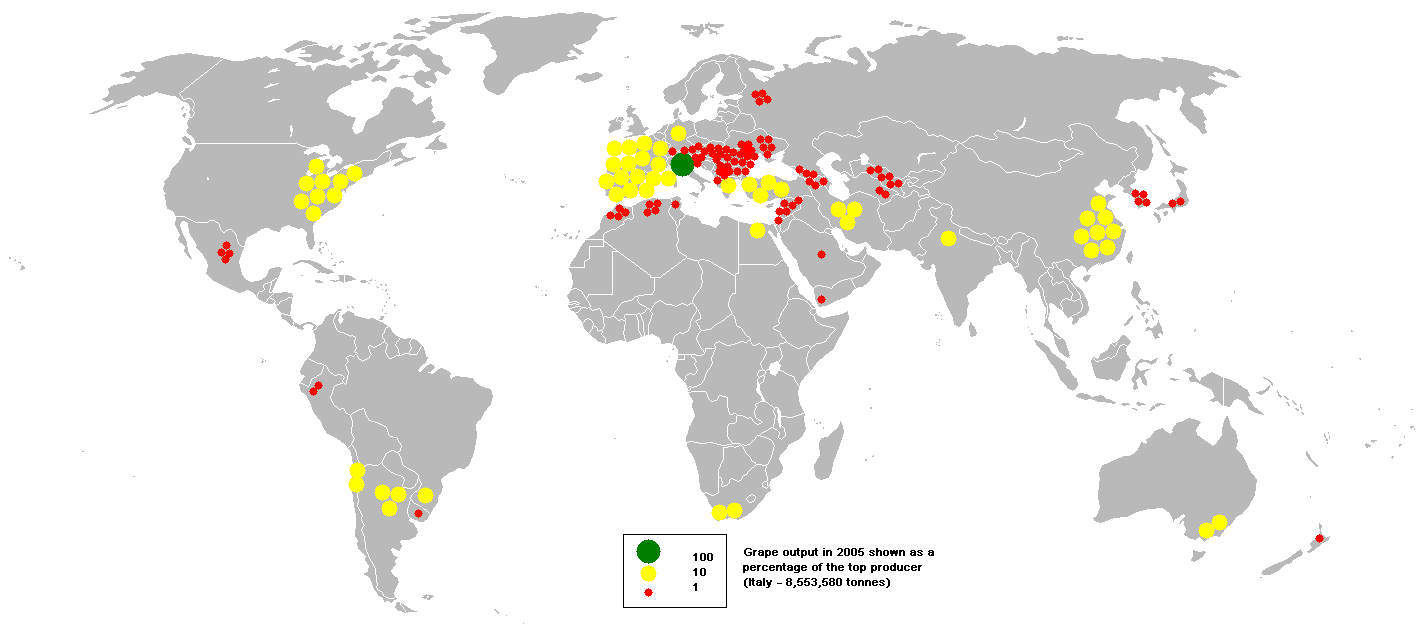
Producció mundial de raïm del 2005

A Catalunya la superfície total destinada al conreu de la vinya va ser el 2008 de 60.590 ha, de les quals 41.088 ha van ser utilitzades per al conreu de varietats blanques i 16.446 a varietats negres. La producció va ser de 396.613 tones, de les que 286.891 van ser de raïm blanc i 109.567 de raïm negre.

### Plagues
En la cultura del raïm, diferents plagues poden alterar la qualitat o la quantitat de la collita, dels quals les més conegudes són:
- Fil·loxera
- Corc del raïm
- Botrytis cinerea

### Raïm de taula i raïm per a fer vi

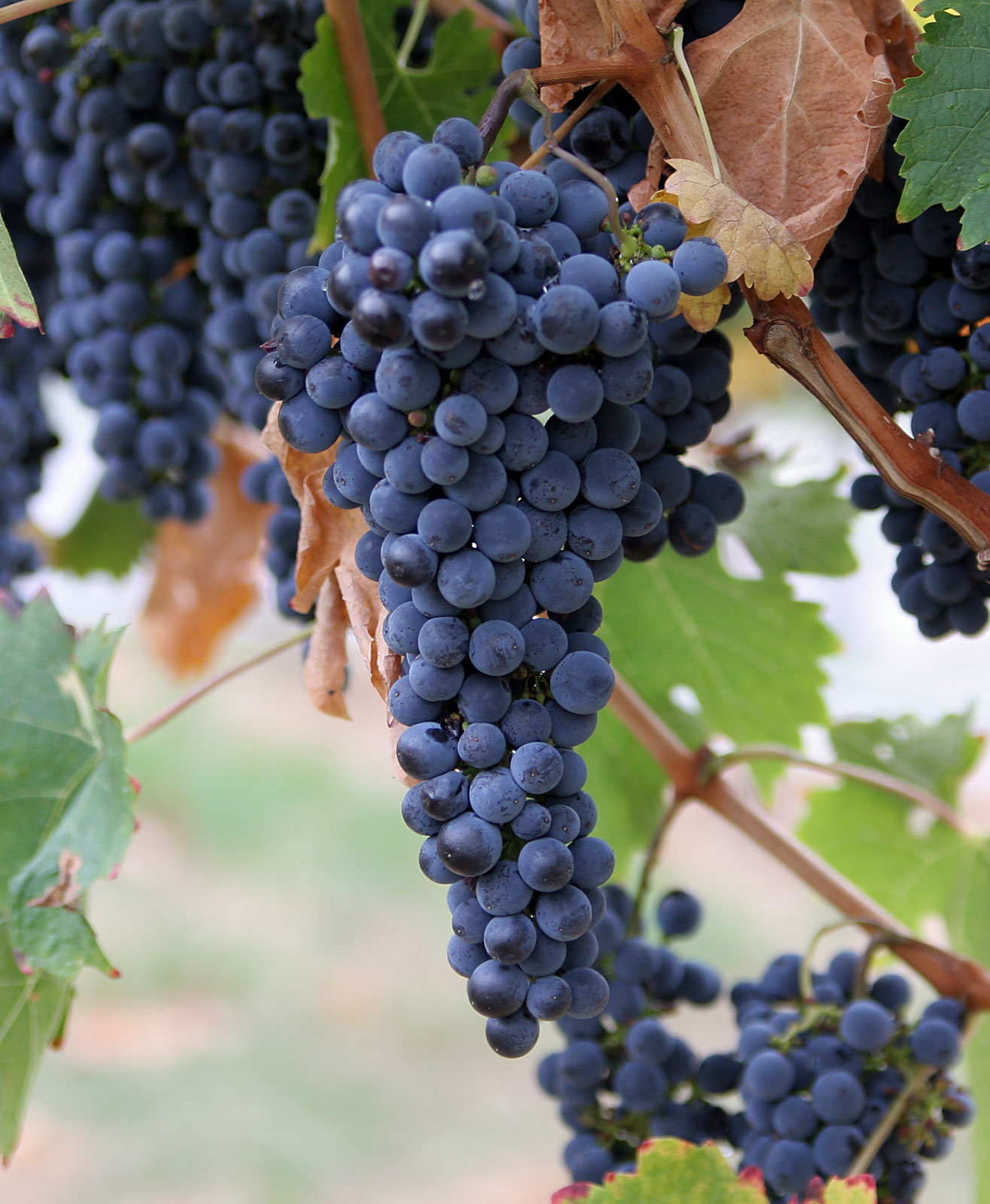
Raïm negre

Comercialment el raïm que es conrea pot estar destinat al seu consum com a fruita, es parla de raïm de taula, o per a l'obtenció de vi. Tot i que el fruit de totes les varietats de l'espècie Vitis vinifera poden ser destinades a la vinificació o al consum en fresc, és habitual que uns i altres tipus presentin algunes diferències significatives aconseguides amb el temps a través de la cria selectiva. El raïm de taula de les varietats cultivades específicament per a aquest fi tendeixen a tenir fruits grans, sense llavors (vegeu més avall) i amb la pell relativament prima. Per la seva banda, el raïm destinat a la vinificació acostuma a tenir els grans més petits, generalment amb llavors i tenen la pell relativament gruixuda (una característica desitjable en l'elaboració, ja que gran part de l'aroma i el color del vi el proporciona la pell). El raïm de vinificació també tendeix a ser molt dolç: la verema es fa en el moment en què el seu suc conté aproximadament un 24% del seu pes és sucre. Com a element comparatiu es pot dir que els sucs comercials de raïm, denominats "100% suc de raïm", es fan a partir de raïms de taula i en general només, el 15% del seu pes és sucre.

### Raïm sense llavors
L'absència de llavors al raïm és una qualitat subjectiva en el raïm de taula que ha portat que la majoria de les varietats destinades a raïm de taula que es planten siguin d'aquest tipus. La manca de llavors no representa un problema per a la reproducció atès que les vinyes es propaguen per mitjà d'esqueixos. Actualment hi ha més d'una dotzena de varietats de raïm sense llavor.
L'absència de llavors comporta la pèrdua dels beneficis potencials per a la salut proporcionats pels compostos fitoquímics continguts a les llavors del raïm.

### Les panses

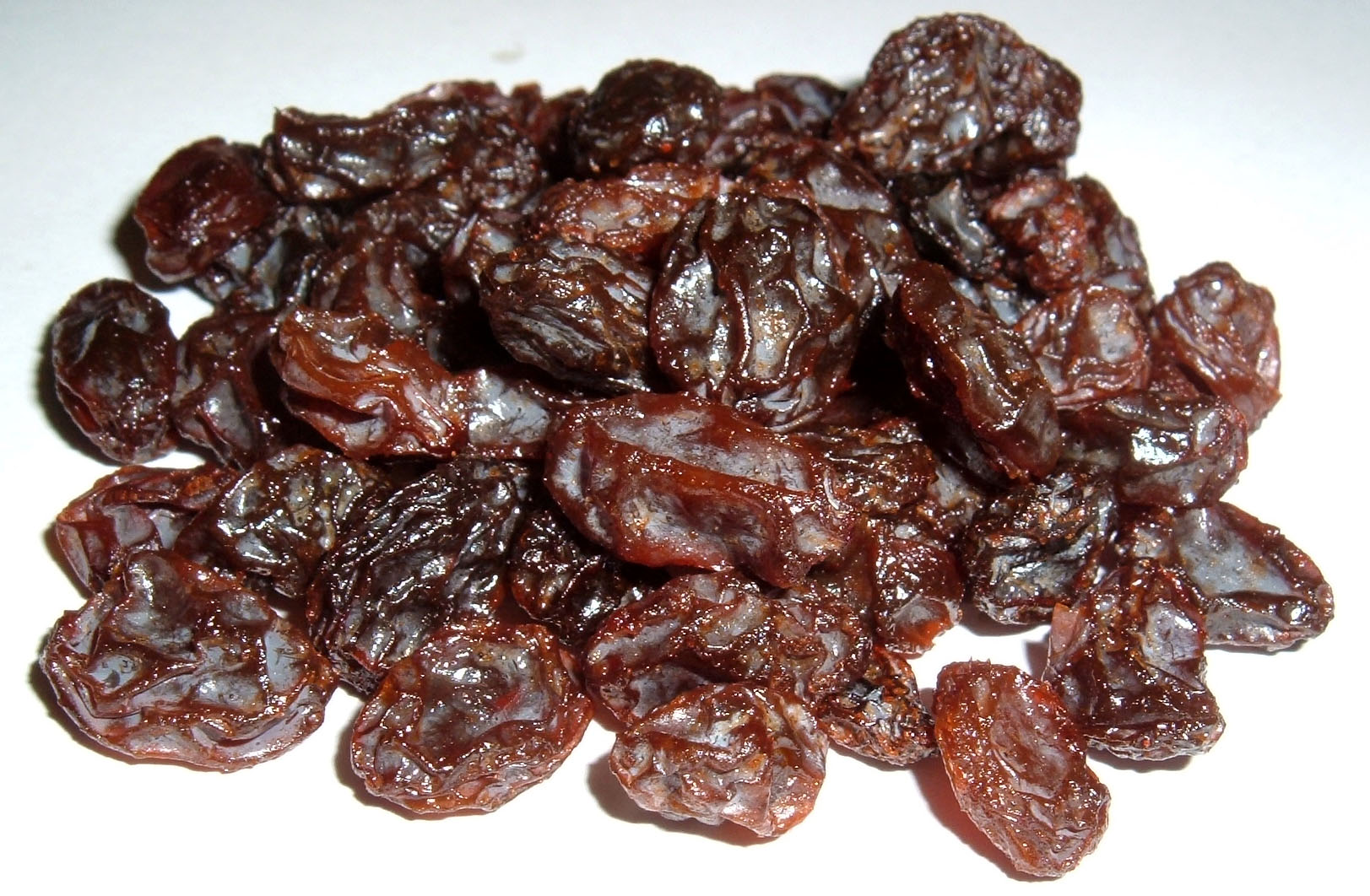
Panses

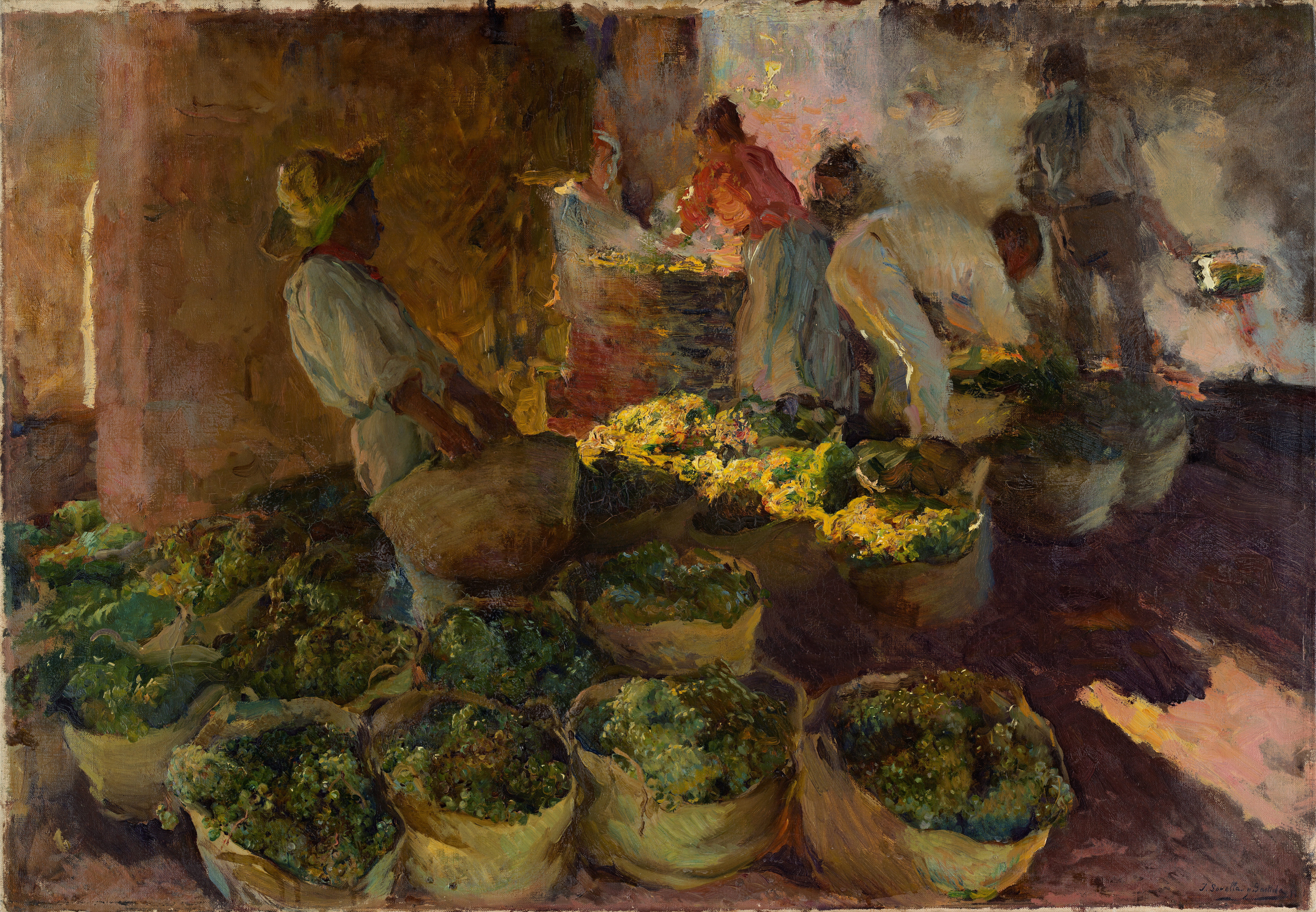
Preparació de la pansa (1901), pintura de Joaquim Sorolla.

La pansa és el gra assecat del raïm de manera natural a la vinya o per l'acció del sol. La producció de panses és una tècnica coneguda des de l'antiguitat. Són famoses les panses de Corint que no tenen llavors i les moscatell de Màlaga. Als Països Catalans la producció de panses està documentada al segle xiv des del Camp de Tarragona vers el sud. I són famoses les panses de la Marina, on la seva elaboració va arribar a ser una activitat econòmica molt important.

### El vi
El vi és una beguda obtinguda del raïm mitjançant la fermentació alcohòlica del most o suc; la fermentació es produeix per l'acció metabòlica del llevat que transforma els sucres del fruit en alcohol etílic i gas en forma de diòxid de carboni. El sucre i els àcids que posseeix el fruit de la Vitis vinifera, l'única espècie amb la que es pot fer vi, fa que siguin suficients per al desenvolupament de la fermentació. No obstant el vi és una suma d'un conjunt de factors ambientals: clima, latitud, altura, hores de llum, etc. Aproximadament un 66% de la collita mundial del raïm es dedica a la producció vinícola, la resta és per al seu consum com fruita.

### Altres derivats del raïm
- Mistela: és el vi resultant de l'addició d'alcohol al most de raïm, sense fermentar o lleugerament fermentat, en quantitat suficient perquè no es produeixi la fermentació del most i sense addició de cap altra substància. De vegades, aquest vi se sol fer de la varietat moscatell.
- Most: és el líquid resultant de l'aixafat o premsat del raïm fresc, sempre que no hagi començat la seva fermentació natural.
  - Most concentrat: és l'obtingut per procediments industrials, amb alta graduació de sucres sense caramel·litzar.
- Arrop: és el producte resultant després de concentrar el most amb l'aplicació de calor, la caramel·lització de sucres queda ben definida.
- Sturm o Federweisser: es un vi elaborat mitjançant most, a partir de raïm, fermentat durant un període molt curt.
- Vinagre: és el líquid resultant de la fermentació acètica del vi, amb un mínim de 40 grams d'àcid acètic cristal·litzable per litre.

## Raïm i salut

### El resveratrol
Els compostos fitoquímics del raïm com resveratrol (un polifenol antioxidant), han estat positivament relacionats amb la inhibició de malalties com el càncer, cardiopaties, la degeneració dels nervis, infeccions virals o els mecanismes de la malaltia d'Alzheimer.
La protecció del genoma a través de les accions antioxidants pot ser una funció general de resveratrol. En els estudis de laboratori s'observa que els efectes transcipcionals del resveratrol se superposen significativament amb els efectes beneficiosos de la restricció calòrica en el cor, la musculatura esquelètica i el cervell. Les intervencions dietètiques inhibeixen l'expressió gènica associada amb l'envelliment del cor i de la musculatura esquelètica, prevenint la insuficiència cardíaca relacionada amb l'edat.
El resveratrol és objecte de diversos assaigs clínics amb persones, entre els més avançats hi ha un estudi de fase III d'un règim dietètic d'un any de pacients ancians amb malaltia d'Alzheimer.
El resveratrol és sintetitzat per moltes plantes i segons sembla, entre altres funcions defensives, els serveix com a antifúngic. La presència de resveratrol a la dieta s'ha demostrat que és útil per modular el metabolisme de la lípids i per a inhibir l'oxidació de les lipoproteïnes de baixa densitat i en l'agregació plaquetària.
El resveratrol es troba en quantitats importants a les diferents varietats de raïm, principalment a la pela i a les llavors, per exemple a l'espècie Vitis rotundifolia hi ha al voltant de cent vegades més concentració que a la polpa. La pela del raïm cru conté al voltant de 50 a 100 micrograms de resveratrol per gram.

### Compostos fenòlics
En el raïm negre les antocianines tendeixen a ser els principals polifenols mentre que a les varietats blanques ho són els flavonoides com per exemple el flavan-3-ol. El contingut total de compostos fenòlics, un índex del grau antioxidant, és més gran en les varietats de color negre, sobretot a causa de la densitat d'antocianines a la pela que no són presents en el cas del raïm blanc. Els científics estan centrant la seva atenció sobre aquestes antocianines per tal de definir les seves propietats per a la salut humana. El contingut fenòlic de la pela del raïm varia amb la varietats, la composició del sòl, el clima, la procedència geogràfica. les pràctiques de cultiu o l'exposició a malalties, com infeccions per fongs.
El vi negre ofereix més beneficis per a la salut que el blanc perquè molts dels compostos beneficiosos són presents a la pela del raïm, i només el vi negre es fermenta amb les peles. La quantitat de temps de fermentació que un vi passa en contacte amb les peles del raïm és un factor determinant important del seu contingut en resveratrol. El vi negre ordinari conté entre 0,2 i 5,8 mg/l, en funció de la varietat de raïm, perquè la seva fermentació es produeix en presència de la pela, el que permet que el vi absorbeixi el resveratrol. En canvi, el vi blanc conté un mener proporció de compostos fenòlics perquè la seva fermentació es fa sense la presència de les peles.

### Components de les llavors
Des de la dècada del 1980 els estudis bioquímics i mèdics han demostrat les propietats antioxidants de la proantocianidina de les llavors del raïm. Conjuntament amb els tanins, els polifenols i els àcids grasos poliinsaturats, els components de les llavors mostren una activitat inhibitòria contra diversos models experimentals de malaltia, com per exemple el càncer, la insuficiència cardíaca i d'altres trastorns de l'estrès oxidatiu.
L'oli de llavor de raïm obtingut a partir de les llavors triturades s'utilitza en cosmecèutica i els productes per a la cura de la pell. Es caracteritza pel seu alt contingut de vitamina E (tocoferol), fitosterols i àcids grassos poliinsaturats com l'àcid linoleic, l'àcid oleic i l'àcid alfa-linolènic.

## El raïm a la cultura

### Costums, tradicions, símbols
L'origen del costum actual de prendre raïm per cap d'any estaria l'any 1909, sembla que la collita de raïm d'aquell va ser molt abundant i uns pagesos del sud del País Valencià van decidir regalar l'excedent a la població tot dient que menjar-ne per cap d'any portaria bona sort l'any següent.
La implantació de la tradició fou progressiva, una prova d'això és que no apareix esmentada al Costumari Català de 1950, però amb el temps s'ha estès a altres zones geogràfiques, com Colòmbia
Antigament era un símbol de fecunditat, per aquest motiu es trobaven penjolls i ofrenes en forma de raïm als casaments.
Com a fruita que dona el vi té una gran importància simbòlica, per això apareixen com a emblema del déu Dionís, divinitat d'aquesta beguda però també del plaer. Aquest sentit s'ha extrapolat a quadres i imatges on apareix una persona menjant raïm de gra en gra. Al cristianisme de vegades s'usa per referir-se a l'Eucaristia (pel pa i el vi). Els franciscans l'han incorporat a un dels seus escuts en record d'aquesta analogia.

### En l'art
El pintor valencià luminista, Joaquim Sorolla dedica diversos quadres al raïm, i dues a la preparació de les panses al País Valencià, en un dels quals mostra un riurau. Aquests quadrestenen un valor afegit etnogràfic.
Les pintures de varietats de raïm pintades per l'artista català Josep Mirabent i Gatell entre 1869 i 1878, per encàrrec de l'Institut Agrícola Català de Sant Isidre. Aquestes tenen un valor historiogràfic i un interés vitícola, puix que estava documentant (visualment) els diferents tipus de raïm abans que la plaga de la fil·loxera arrassés diverses varietats autòctones durant els anys 1880. Les divuit pintures de gotims de raïm que ens va llegar inclouen les varietats afartapobres, carinyena, garnatxa, grumet, macabeu, malvasia, raïm de Martorelles, moscatell romà, moscatell de gra petit, moscatelló (moscatell vermell), raïm d’Alacant, raïm de València, pedro ximenes, picapoll, Sant Jaume, sumoll, terrassenc i xarel·lo. També el MNAC té tres pintures seves de raïm de varietat sense identificar: Raïm blanc (1870), Raïm blanc (1878), o Raïm negre (1878).